# Sue Ane Langdon
Sue Ane Langdon (Paterson, 8 de marzo de 1936) es una actriz estadounidense. Ha aparecido en docenas de series de televisión y ha tenido papeles destacados en películas como A Guide for the Married Man y The Cheyenne Social Club, ambas dirigidas por Gene Kelly, así como The Rounders junto a Henry Fonda y Glenn Ford y dos películas de Elvis Presley, Roustabout y Frankie y Johnny.
Comenzó su carrera interpretativa cantando en el Radio City Music Hall y actuando en producciones teatrales. A mediados de la década de 1960, apareció en el musical de Broadway The Apple Tree, protagonizado por Alan Alda.
Su papel coprotagonista en la serie de televisión Arnie le valió un Globo de Oro a la Mejor Actriz de Reparto de Televisión.
En 1976, apareció en Hello Dolly en The Little Theatre on the Square. En 1978, apareció en Chicago para Kenley Players en Columbus, Ohio. Apareció principalmente en comedias, con una película dramática ocasional.

## Biografía

### Primeros años
Después de graduarse de la escuela secundaria, Langdon se matriculó en la Universidad del Norte de Texas . También estuvo matriculada brevemente a tiempo completo en la Universidad Estatal de Idaho.

### Carrera
El debut cinematográfico de Langdon se produjo en El gran impostor (1961), protagonizada por Tony Curtis . Langdon pasó a tener papeles principales en películas como The Rounders (1965), Hold On! (1966), A Guide for the Married Man (1967), A Man Called Dagger (1967), The Cheyenne Social Club (1970) y A Fine Madness (1966) que la llevó a posar desnuda para la revista Playboy . En 1966, United Artists Pictures estrenó Frankie and Johnny, en la que Langdon coprotagonizó junto con Elvis Presley, Donna Douglas y Harry Morgan . Sus últimas películas incluyeron The Evictors (1979), Without Warning (1980), Zapped! (1982), UHF (1989) y Zapped Again! (1990).

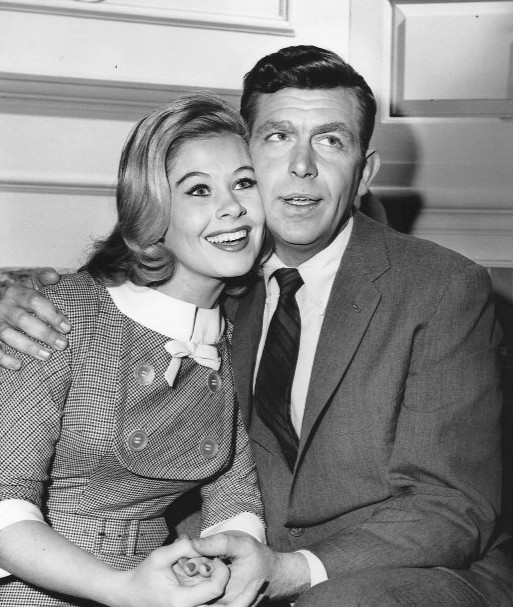
Langdon con Andy Griffith en 1962

El primer papel regular de Langdon en una serie de televisión llegó como la tercera actriz en interpretar a Alice Kramden en los sketches y programas The Honeymooners de Jackie Gleason. Precedida por Pert Kelton y Audrey Meadows y seguida nuevamente por Sheila MacRae y Meadows, compartió una portada de Life con Gleason promocionando su regreso en 1962 a la televisión semanal de variedades. Una salida prematura del papel luego de una breve carrera de cuatro semanas dejó su huella en la era de la carrera de Gleason en la revista American Scene, una pequeña en el mejor de los casos. La prensa informó en su momento de "diferencias de personalidad incompatibles" entre "La Grande" y ella. Cuatro años más tarde, MacRae asumió el papel de las versiones musicales en color de una hora de duración.
Langdon fue visto con más frecuencia en la pantalla chica en papeles de invitados como Kitty Marsh durante la parte de NBC (1959-1961) de Bachelor Father. Al año siguiente, apareció dos veces en el drama criminal sindicado Coronado 9 de Rod Cameron . En 1961, hizo la primera de tres apariciones en Perry Mason como Rowena Leach en "El caso del comediante que llora". En 1962, apareció como la enfermera Mary Simpson en un episodio de The Andy Griffith Show de CBS. (Otra actriz, Julie Adams, también interpretó a la enfermera Mary en el programa de Griffith. En otra comedia de situación popular, Langdon interpretó a un acusado descerebrado en un juicio en un episodio de Dick Van Dyke Show llamado "One Angry Man".
Langdon hizo su segunda aparición como invitada en Perry Mason en 1964 como la víctima de asesinato Bonnie en "El caso del escultor escandaloso". Su tercera aparición de Perry Mason fue en el episodio de 1966 "El caso del ángel vengador" como Dorothy (Dotty) Merrill. Sus otras apariciones especiales en programas de televisión incluyen Gunsmoke, Tales of Wells Fargo, 77 Sunset Strip, Bourbon Street Beat, Room for One More, Shotgun Slade, Mannix, Thriller, Bonanza, Ironside, McHale's Navy, The Man from UNCLE, Banacek, The Wild Wild West, Hart to Hart, Three's Company, The Love Boat y Happy Days y como ella misma en Rowan and Martin's Laugh In .
Coprotagonizó dos series de televisión en la década de 1970. Arnie, una comedia de situación protagonizada por el actor Herschel Bernardi, debutó en 1970 y se emitió durante dos temporadas en CBS. Langdon interpretó a Lillian Nuvo, la esposa de un capataz de un muelle de carga convertido en ejecutivo corporativo, y ganó un Globo de Oro por su actuación. Grandpa Goes to Washington, una comedia de NBC de una hora de duración protagonizada por el veterano actor Jack Albertson, presentó a Langdon como Rosie Kelley, la nuera de un inconformista senador de los Estados Unidos de más de 65 años. Estrenada en 1978 junto a Happy Days y Laverne and Shirley, el bloque de programas de mayor audiencia en ese momento, su tercer intento en la televisión episódica semanal duró cuatro meses. Una puñalada final en su propia serie llegó en la comedia de ABC When the Whistle Blows . Un reemplazo de mitad de temporada de 1980, Langdon interpretó a Darlene Ridgeway, la dueña de un salón frecuentado por trabajadores de la construcción locales. Otra rara comedia de 60 minutos, duró 10 semanas.
Langdon recibió uno de los Premios Bota de Oro en 2003 por su contribución a los westerns de televisión y cine.

## Vida personal
Langdon se casó con Jack Emrek el 4 de abril de 1959 en Las Vegas, Nevada. La pareja permaneció casada hasta su muerte el 27 de abril de 2010, en Calabasas, California. Emrek fue director de cine, teatro y televisión. La pareja no tuvo hijos.